# Ashland (Missouri)
Ashland és una població dels Estats Units a l'estat de Missouri. Segons el cens del 2000 tenia 1.869 habitants.

## Demografia
Segons el cens del 2000, Ashland tenia 1.869 habitants, 748 habitatges, i 495 famílies. La densitat de població era de 810,8 habitants per km².
Dels 748 habitatges en un 37,4% hi vivien nens de menys de 18 anys, en un 46,4% hi vivien parelles casades, en un 17,4% dones solteres, i en un 33,7% no eren unitats familiars. En el 27% dels habitatges hi vivien persones soles el 10,2% de les quals corresponia a persones de 65 anys o més que vivien soles. El nombre mitjà de persones vivint en cada habitatge era de 2,37 i el nombre mitjà de persones que vivien en cada família era de 2,87.
Per edats la població es repartia de la següent manera: un 27,2% tenia menys de 18 anys, un 8,3% entre 18 i 24, un 32,7% entre 25 i 44, un 16,3% de 45 a 60 i un 15,5% 65 anys o més.
L'edat mediana era de 33 anys. Per cada 100 dones de 18 o més anys hi havia 79,8 homes.
La renda mediana per habitatge era de 34.750 $ i la renda mediana per família de 41.136 $. Els homes tenien una renda mediana de 28.203 $ mentre que les dones 24.180 $. La renda per capita de la població era de 15.938 $. Entorn del 8,9% de les famílies i el 10,3% de la població estaven per davall del llindar de pobresa.

## Poblacions més properes
El següent diagrama mostra les poblacions més properes.